# 740 Cantabia
740 Cantabia
740 Cantabia là một tiểu hành tinh ở vành đai chính. Nó được Joel Hastings Metcalf phát hiện ngày 10.2.1913 ở Winchester, Massachusetts (Hoa Kỳ), và được đặt tên là Cantabia, từ rút gọn của Cantabrigia, tên tiếng Latin của Cambridge, để vinh danh thành phố Cambridge, Massachusetts và đại học Harvard của thành phố này